# جون بونهام (لاعب دوري الرغبي)
جون بونهام (بالإنجليزية: John Bonham)‏ هو لاعب دوري الرغبي أسترالي، ولد في 25 سبتمبر 1948.